# 草原帝国
《草原帝国》（法語：L'Empire des Steppes）是法国历史学家雷纳·格鲁塞于1938年发表的中亚通史著作。书中将活跃于欧亚草原的匈奴、鲜卑、突厥、蒙古等民族合并为一个草原帝国进行研究。上至人类文明产生初期，下至清朝乾隆年间平定大小和卓之亂。该书中文版有商务印书馆“汉译名著”本、青海人民出版社译本。

### 第一编13-世纪前的亚洲高原
- 第一章 草原的早期历史：斯基泰人与匈奴
- 第二章 中世纪初期：突厥、回鹘和契丹
- 第三章 13世纪前的突厥人与伊斯兰教
- 第四章 6至13世纪的南俄罗斯草原

### 第二编-成吉思汗蒙古人
- 第五章 成吉思汗
- 第六章 成吉思汗的三位直接继承者
- 第七章 忽必烈与元朝
- 第八章 察合台家族统治下的突厥斯坦
- 第九章 蒙古人统治下的波斯和旭烈兀家族
- 第十章 钦察汗国
- 第十一章 帖木儿

### 第三编-最后一批蒙古人
- 第十二章 俄罗斯的蒙古人
- 第十三章 昔班家族成员
- 第十四章 察合台王室的末代后裔
- 第十五章 15至18世纪蒙古境内的最后一批帝国